# Coupe d'Allemagne de patinage artistique 1998
Navigation
Édition précédente Édition suivante
La Coupe d'Allemagne était une compétition internationale de patinage artistique qui se déroulait en Allemagne au cours de l'automne, entre 1986 et 2004. Elle accueillait des patineurs amateurs de niveau senior dans quatre catégories: simple messieurs, simple dames, couple artistique et danse sur glace. En 1998, son nom officiel était Sparkassen Cup on Ice (Coupe sur glace des caisses d'épargne, en français).
La douzième Coupe d'Allemagne est organisée du 12 au 15 novembre 1998 à Gelsenkirchen. Elle est la troisième compétition du Grand Prix ISU senior de la saison 1998/1999.

## Résultats

### Messieurs
| Rang | Nom                  | Pays       | Points | Prog. court | Prog. libre |
| ---- | -------------------- | ---------- | ------ | ----------- | ----------- |
| 1    | Aleksey Yagudin      | Russie     | 1.5    | 1           | 1           |
| 2    | Aleksandr Abt        | Russie     | 3.0    | 2           | 2           |
| 3    | Andrejs Vlascenko    | Allemagne  | 4.5    | 3           | 3           |
| 4    | Naoki Shigematsu     | Japon      | 7.0    | 6           | 4           |
| 5    | Thierry Cérez        | France     | 7.0    | 4           | 5           |
| 6    | Jean-François Hébert | Canada     | 9.5    | 5           | 7           |
| 7    | Sven Meyer           | Allemagne  | 10.0   | 8           | 6           |
| 8    | Robert Grzegorczyk   | Pologne    | 11.5   | 7           | 8           |
| 9    | Patrick Schmit       | Luxembourg | 13.5   | 9           | 9           |
| 10   | Jeffrey Langdon      | Canada     | 15.0   | 10          | 10          |
| 11   | Shepherd Clark       | États-Unis | 16.5   | 11          | 11          |

### Dames
| Rang | Nom                | Pays       | Points | Prog. court | Prog. libre |
| ---- | ------------------ | ---------- | ------ | ----------- | ----------- |
| 1    | Ielena Sokolova    | Russie     | 1.5    | 1           | 1           |
| 2    | Yulia Lavrenchuk   | Ukraine    | 3.5    | 3           | 2           |
| 3    | Maria Butyrskaya   | Russie     | 4.0    | 2           | 3           |
| 4    | Anna Rechnio       | Pologne    | 6.0    | 4           | 4           |
| 5    | Jennifer Robinson  | Canada     | 8.0    | 6           | 5           |
| 6    | Brittney McConn    | États-Unis | 9.5    | 7           | 6           |
| 7    | Hanae Yokoya       | Japon      | 9.5    | 5           | 7           |
| 8    | Eva-Maria Fitze    | Allemagne  | 12.0   | 8           | 8           |
| 9    | Franziska Guenther | Allemagne  | 13.5   | 9           | 9           |

### Couples
| Rang | Nom                                       | Pays       | Points | Prog. court | Prog. libre |
| ---- | ----------------------------------------- | ---------- | ------ | ----------- | ----------- |
| 1    | Maria Petrova / Aleksey Tikhonov          | Russie     | 1.5    | 1           | 1           |
| 2    | Peggy Schwarz / Mirko Müller              | Allemagne  | 3.0    | 2           | 2           |
| 3    | Tiffany Stiegler / Johnnie Stiegler       | États-Unis | 5.0    | 4           | 3           |
| 4    | Kateřina Beránková / Otto Dlabola         | Tchéquie   | 5.5    | 3           | 4           |
| 5    | Valerie Saurette / Jean-Sébastien Fecteau | Canada     | 7.5    | 5           | 5           |
| 6    | Mariana Kautz / Norman Jeschke            | Allemagne  | 9.0    | 6           | 6           |

### Danse sur glace
| Rang    | Nom                                    | Pays      | Points | Danse imposée | Danse originale | Danse libre |
| ------- | -------------------------------------- | --------- | ------ | ------------- | --------------- | ----------- |
| 1       | Anzhelika Krylova / Oleg Ovsiannikov   | Russie    | 2.0    | 1             | 1               | 1           |
| 2       | Shae-Lynn Bourne / Victor Kraatz       | Canada    | 4.0    | 2             | 2               | 2           |
| 3       | Kati Winkler / René Lohse              | Allemagne | 6.0    | 3             | 3               | 3           |
| 4       | Olena Hrushyna / Ruslan Honcharov      | Ukraine   | 8.0    | 4             | 4               | 4           |
| 5       | Galit Chait / Sergei Sakhnovski        | Israël    | 10.4   | 6             | 5               | 5           |
| 6       | Albena Denkova / Maxim Staviski        | Bulgarie  | 11.6   | 5             | 6               | 6           |
| 7       | Olga Sharutenko / Dmitri Naumkin       | Russie    | 14.0   | 7             | 7               | 7           |
| 8       | Marie-France Dubreuil / Patrice Lauzon | Canada    | 16.0   | 8             | 8               | 8           |
| 9       | Dominique Deniaud / Martial Jaffredo   | France    | 19.0   | 9             | 9               | 10          |
| 10      | Stephanie Rauer / Thomas Rauer         | Allemagne | 19.4   | 11            | 10              | 9           |
| Abandon | Zuzana Merzova / Tomas Morbacher       | Slovaquie |        | 10            | 11              |             |

## Sources
- (en) Résultats de la Sparkassen Cup on Ice 1998 sur le site de l'International Skating Union
- Patinage Magazine N°65 (Janvier/Février 1999)